# Unione Sportiva Lucchese Libertas 1953-1954
Questa voce raccoglie le informazioni riguardanti l'Unione Sportiva Lucchese Libertas nelle competizioni ufficiali della stagione 1953-1954.

## Rosa
| N. |                   | Ruolo | Calciatore         |
| -- | ----------------- | ----- | ------------------ |
|    | Italia (bandiera) | P     | Angelo Arrighi     |
|    | Italia (bandiera) | C     | Eros Baccalini     |
|    | Italia (bandiera) | C     | Giancarlo Bellotti |
|    | Italia (bandiera) | A     | Valentino Bonaiti  |
|    | Italia (bandiera) | D     | Enrico Boniforti   |
|    | Italia (bandiera) | P     | Marco Brandolin    |
|    | Italia (bandiera) | A     | Buizza             |
|    | Italia (bandiera) | C     | Silvano Carassiti  |
|    | Italia (bandiera) | D     | Lido Catelli       |
|    | Italia (bandiera) | P     | Del Grande         |
|    | Italia (bandiera) | D     | Ivano Dinelli      |

| N. |                   | Ruolo | Calciatore         |
| -- | ----------------- | ----- | ------------------ |
|    | Italia (bandiera) | A     | Giovanni Dini      |
|    | Italia (bandiera) | A     | Enrico Fini        |
|    | Italia (bandiera) | C     | Giuseppe Gaggiotti |
|    | Italia (bandiera) | A     | Galli              |
|    | Italia (bandiera) | A     | Lazzari            |
|    | Italia (bandiera) | C     | Macchi             |
|    | Italia (bandiera) | C     | Narciso Marsili    |
|    | Italia (bandiera) | D     | Francesco Palma    |
|    | Italia (bandiera) | C     | Domenico Ragone    |
|    | Italia (bandiera) | A     | Enrico Ribecchini  |
|    | Italia (bandiera) | A     | Vittorio Santini   |
|    | Italia (bandiera) | A     | Felice Zanotti     |